# Тарновець (Злотовський повіт)
Тарновець (пол. Tarnowiec) — село в Польщі, у гміні Тарнувка Злотовського повіту Великопольського воєводства.
У 1975-1998 роках село належало до Пільського воєводства.